# بقع بروشفيلد

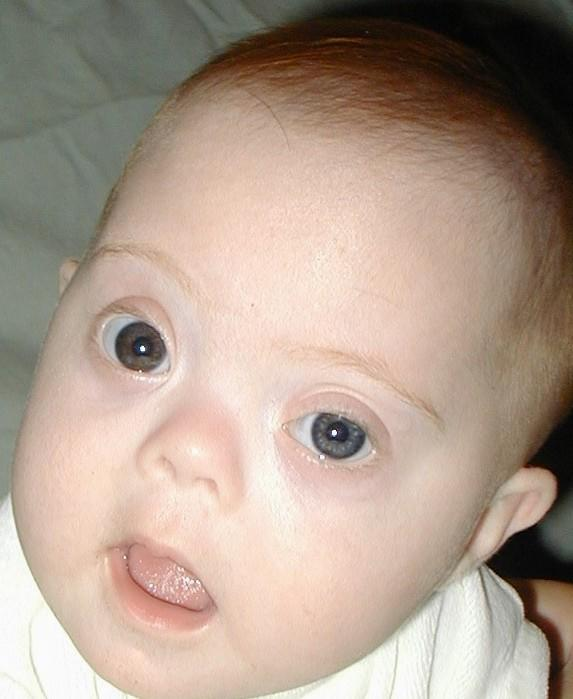
طفل بـ متلازمة داون ويظهر بالعيون كلا من بقع بروشفيلد و تغايرالتلون.

بقع بروشفيلد (بالإنجليزية: Brushfield spots)‏ هي بقع صغيرة بيضاء أو بنية / ضاربه إلى الرمادي على محيط القزحية في العين البشرية بسبب تكدس النسيج الضام وهو عنصر القزحية الطبيعية. وسميت البقع باسم الطبيب توماس بروشفيلد الذي يعتبر أول من وصفها في أطروحتة للدكتوراه في الطب ( دكتور في الطب ) عام 1924.

هذه البقع هي طبيعية في الأطفال (هيئات Kunkmann-Wolffian) ولكن هي أيضاً سمة للاضطراب الصبغي بـ متلازمة داون. وتحدث في 35-78% من الأطفال حديثي الولادة المصابون ب متلازمة داون، ومن المحتمل أن تحدث أكثر في الأطفال المصابون بمتلازمة داون من العرق القوقازي أكثر من الأطفال من الأصول الآسيوية.

وهي مناطق بؤرية لـ فرط التنسج محاطة بـ نقص تنسج نسبي، وأكثر شيوعاً في المرضى الذين يعانون من القزحيات البسيطة التصبغ.